# Soft Samba Strings
| Recensione | Giudizio |
| ---------- | -------- |
| AllMusic   |          |

Soft Samba Strings è un album di Gary McFarland, pubblicato dalla casa discografica Verve nel gennaio del 1967.

## Tracce

### LP
Lato A
1. Full Moon and Empty Arms (Basato sul Concerto N° 2 di Rachmaninoff) – 2:20 (testo: Buddy Kaye, Ted Mossman – musica: Sergei Rachmaninoff)
2. Skylark – 3:00 (testo: Johnny Mercer – musica: Hoagy Carmichael)
3. I Know the Meaning (Basato su Romeo and Juliet di Tschaikowsky) – 3:07 (musica: Pëtr Il'ič Čajkovskij; arrangiamento di Gary McFarland)
4. Manhã de Carnaval (Morning of the Carnival) (Dalla colonna sonora del film Black Orpheus) – 2:50 (musica: Luiz Bonfá)
5. The Lamp Is Low (Basato su un tema musicale tratto da Pavane di Maurice Ravel) – 4:55 (testo: Mitchell Parish – musica: Peter DeRose, Bert Shefter)

Lato B
1. Reverie (Basato su Reverie di Debussy) – 2:50 (musica: Claude Debussy; arrangiamento di Gary McFarland)
2. These Are the Things I Love (Basato su Melody, Opus 42 N° 3 di Tschaikowsky) – 2:15 (testo: Harold Barlow – musica: Pëtr Il'ič Čajkovskij; adattamento musicale di Lew Harris)
3. Theme from "13" (Dalla colonna sonora del film "13" dalla MGM) – 2:20 (musica: Gary McFarland)
4. Once We Loved – 1:45 (musica: Gary McFarland)
5. Our Love (Basato su Romeo and Juliet di Tschaikowsky) – 2:20 (Larry Clinton, Buddy Bernier, Bob Emmerich)

## Musicisti
- Gary McFarland – vibrafono, voce, arrangiamenti
- Jack Parnell – conduttore orchestra
- Sconosciuto – pianoforte
- Sconosciuto – chitarra
- Sconosciuto – contrabbasso
- Sconosciuti – cori
- Sconosciuti – altri componenti orchestra

Note aggiuntive
- Creed Taylor – produttore
- Registrazioni effettuate il 7 e 8 novembre 1966 al CTS Studios di Londra, Inghilterra e il 27 ottobre 1966 al Van Gelder Studio di Englewood Cliffs, New Jersey (Stati Uniti)
- Jack Clegg – ingegnere delle registrazioni (Londra)
- Rudy Van Gelder – ingegnere delle registrazioni (Englewood Cliffs)
- Val Valentine – direttore ingegneri delle registrazioni
- Acy Lehman – design copertina album originale
- Pete Turner – foto copertina album originale [3]